# Айно Баліня
Айно Баліня (латис. Aino Bāliņa; 3 травня 1935, Таллінн — 31 травня 2023, там само) — латвійська джазова співачка та музикантка. Вокалістка естрадного оркестру Ризького, джаз-оркестру Олега Лундстрема. Мала унікальний низький тембр і стиль співу. 

## Біографія
Народилася в Талліні, вчилася в Талліннському педагогічному інституті, займалася художньою гімнастикою, балетом, співала в студентському джаз-ансамблі «Інтеграл».
У 1955 приїхала до Латвії для участі в Балтійській студентської спартакіаді. Там познайомилася з музикантом Ерменом Баліньшем, згодом одружилася. Після народження дочки в 1956 році залишилася жити в Ризі. 
За рекомендацією Раймонда Паулса стала солісткою Ризького естрадного оркестру. Баліня виконувала пісні з репертуару Елли Фіцджеральд англійською, естонською та латвійською мовами. Про її появу в оркестрі розповів в 2011 журнал «Ліліт»:
|  | «Розмови про її незвичайний, чаруючий голос дійшли до керівника новоствореного Ризького естрадного оркестру, і незабаром вона стала його солісткою. Перший раз вийшла на сцену в рожевій сукні і срібних туфельках - тендітна маленька блондинка без макіяжу. І раптом, ця фея, низьким, глибоким голосом заспівала блюз з репертуару Елли Фіцджеральд. Зал ахнув ... Проводжали її криками «браво». (Галина Зайцева, Антра Була (консультантка) Віта Банга (мистецтвознавиця)) |

За словами Раймонда Паулса, піком виступу Айно Баліня була пісня «Колискова країни птахів» (англ. Lullaby Of Birdland). Він же стверджує, що вона була практично єдиною вокалісткою, яка співала як справжня афроамериканська співачка.
Гастролювала з оркестром в Тбілісі, Одесі та в багатьох інших містах. Після того, як в 1964 художнім керівником Ризького естрадного оркестру став Раймонд Паулс, Айно Баліня, як класична джазова співачка, стала менш затребуваною через зміну репертуару оркестру. Баліня казала, що з найтеплішими почуттями вона згадує час, коли керівником оркестру був Рингольд Оре. Прийнявши запрошення Олега Лундстрема, переїхала в Москву і на п'ять років стала солісткою його джаз-оркестру. У цей період пісні в її виконанні виходять на грамплатівках фірми «Мелодія»: «Скарга бідного турка», «Якби у мене був молот».
У 1970-х переїхала назад до Риги. Її сім'я на той час розпалася. Відчула себе зайвою — з'явилися нові естрадні зірки. Якийсь час вона співала у вар'єте «Юрас перли», художнім керівником якого був Марк Гурман. У 1976 повернулася на батьківщину, в Естонію, де знову одружилася й продовжила виступати, співала з оркестром Таллінської філармонії.
В 1960-1970-ті концертний репертуар Баліня складався приблизно з 150 пісень, і включав як джазову, так і попмузику: твіст «Допоможи мені, Буратіно» естонською мовою "Про-ла-ді, про-ла-да " (англ. Ob-La-Di, Ob-La-Da) з репертуару «Бітлз» , «Лялька» з репертуару Патті Право, «Тінь твоєї посмішки», «Всі діти співають зі мною» з репертуару Мірей Матьє естонською.